# Géraud de Cordemoy
Géraud de Cordemoy, född 6 oktober 1626 i Paris, död 8 oktober 1684 i Paris, var en fransk filosof, historiker och advokat, känd för sitt arbete inom metafysik och språkfilosofi. 

## Biografi
Cordemoy tillhörde en gammal adelsfamilj från Royat. Hans far var filosofie magister vid universitetet i Paris. Liksom sonen arbetade han som advokat. Den unge Cordemoy umgicks i huvudstadens filosofiska kretsar, med män som Emmanuel Maignan och Jacques Rohault. 
I egenskap av vän och skyddsling till Bossuet, som även han beundrade Descartes, utsågs han på samma gång som Fléchier till lärare åt Dauphin, son till Ludvig XIV. Han invaldes i Franska akademien 1675. 
Cordemoy är känd för att ha omprövat den cartesianska teorin om orsakssamband, genom att införa en tillfällig orsak i ett system vars tankar i huvudsak överensstämmer med cartesianismen. Han räknas därför, tillsammans med Arnold Geulincx och Louis de La Forge, som grundare av den så kallade ockasionalismen.